# Британские большие кошки

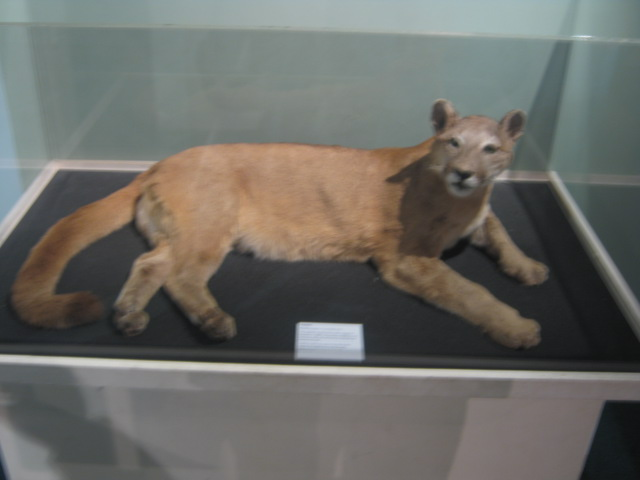
Пума, пойманная в Шотландии в 1980 году

Британские большие кошки, также известны как «аномальные („чужие“) большие кошки» (англ. Alien Big Cats, ABC), «кошки-фантомы», «загадочные кошки» — якобы (или возможно) существующие неизвестные науке крупные представители семейства кошачьих (или же известные, но ненормальные для фауны Великобритании), обитающие на Британских островах и встречающиеся в сельской местности. В частности, сообщалось о наблюдениях «пантер», «пум» и гигантских «чёрных котов». Также находили животных, убитых характерными для больших кошек (как правило пум) способами убиения[уточнить]. Реальность их существования не доказана, однако существует достаточное количество версий, созданных на основе анализа отдельных заслуживающих доверия случаев, объясняющих их наблюдение: например, это могут быть животные, сбежавшие из цирков или выпущенные своими бывшими хозяевами на свободу после издания «Акта об опасных диких животных» 1976 года. Однако есть и менее научные версии — в частности предположение о том, что на территории Британских островов могла сохраниться небольшая популяция фауны крупных кошачьих со времён последнего оледенения.